# Нафтна индустрија
Нафтна индустрија је грана индустрије која се бави истраживањем, експлоатацијом, прерадом и рафинисањем нафте и њених деривата, као и природног гаса.
Највећа налазишта нафте и природног гаса налазе се на Арабијском полуострву, у Северном мору и Мексичком заливу. У Србији се налазишта нафте и гаса концентрисана претежно у Војводини у Банату у троуглу између градова Зрењанин — Кикинда — Вршац.
Експлоатацијом и прерадом нафте и гаса бави се Нафтна индустрија Србије, са седиштем у Новом Саду. Постоје и две рафинерије у Панчеву и Новом Саду.

## Индустријализација нафте
Индустријска експлоатација нафте започела је 1859. г. у Тутсвилу, (Пенсилванија), када је Едвин Дрejk помоћу бушеће гарнитуре пронашао нафту.
САД су до шездесетих година 20. века биле највећи произвођач нафте које су потпуно подмиривале своје потребе и извозиле добар део нафте. Остатак света постајао је растуће овисан о увозу нафте и то првенствено иѕ Венецуеле и Блиског истока.
Блиски исток је почетком шездесетих година 20. века енормно повећавао производњу нафте и постао главни опскрбљивач Западне Европе и Далеког истока. Истовремено су на том подручју расле доказане резерве нафте које су данас највеће на свету. СССР је у међувремену успешно развио властиту производњу нафте која је задовољавала домаћу потрошњу и потрошњу земаља Источне Европе.
До почетка седамдесетих година прошлог века светским тржиштем нафте господариле су мултинационалне нафтне компаније, под називом <<седам сестара>> (из САД и Велике Британије).
Оне су одржавале врло ниске цене нафте до максимално 2,0 УСД/ббл. Земље у којима се нафта производила добивале су од нафте мање него државе од такси на продане нафтне производе. То је био разлог оснивања ОПЕК-а ( организације земаља извозница нафте)1960. г.
ОПЕК је прерастао у прави картел који је стекао потпун надзор над нафтним тржиштем. Тако је завршено раздобље у којем су мултинационалне компаније једнострано одређивале цене нафте, док је ОПЕК тек понекад био у могућности поставити вето.Некадашњи монопол великих нафтних компанија преузео је ОПЕК, а земље произвођачи нафте постали су господари властитих богатстава.Време јефтине нафте је прошло.
Ово енормно повећање  цене нафте 1973.г. названо је нафтни шок, а имао је за последицу:
1. 1974. г. Увођење програма за штедњу енергије (мања потрошња - већа ефикасност трошила).
2. 1975. г. Повећање истраживања и експлоатације нафте из подморја.
3. 1976. г. Промене у технолошким конфигурацијама рафинерија.

Убрзо након првог уследио је 1979.г. и други нафтни шок. Након иранске револуције ОПЕК је подигао цену нафте на 24,0 УСД/ббл. Ирачко-иранским ратом 1980. г. стање на тржишту погоршало се због смањења понуде нафте за више од 15% од укупног ОПЕК-овог извоза и цена, нафта је порасла на тад незамисливих 34 УСД/ббл.
Трећи нафтни шок уследио је Заливским ратом 1990. г. када је цена нафте скочила на 40.0 УСД/ббл да би у 2001. години пала на 22 - 28.0 УСД/ббл.
Четврти нафтни шок стигао је 2004. г. Ирачким ратом када су цене нафте досегле невероватних 55,4 УСД/ббл.
У 2006.г. цена нафте износила је на берзи у Њу Јорку 75,4 УСД/ббл.

## Потрошња нафте у свету
Потрошња нафте расла је увођењем нових трошила, развојем хемијске индустрије и петрохемијске индустрије.
Екстремни раст потрошње био је у раздобљу 1960 - 1980. г. када се производња утростручила. То је последица снажног раста аутомобилске индустрије, петрохемијске индустрије те супституција нафте уместо угља као гориво.
Увођењем мера рационалног коришћења енергије, које је почело након 1973. године, први резултати су били видљиви почетком 80-тих година прошлог века.
Увођењем конверзијских процеса у технологију прераде нафте омогућило је добијање високовредних производа на штету уља за ложење, а тиме и смањењу потребу за нафтом.
Почетком 21. века штедња енергије је и повећање енергетске ефикасности има ће велику улогу, а даљи раст потрошње нафте зависиће искључиво о брзини супституције нафте са алтернативним изворима енергије.

## Резерве нафте у свету
Однос између доказаних резерви нафте и потрошње мењао се током година. Пораст цена нафте на преко 30 УСД/ббл омогућује рентабилно истраживање и производњу нафте из подморја као и из земља у климатски неповољним условима.
Порастом цене нафте  преко 50.0 УСД/ббл омогући ће се рентабилна производња нафте из уљаних шкриљаца што ће додатно повећати резерве нафте.